# Kustmidjeblomfluga
Kustmidjeblomfluga (Sphegina verecunda) är en tvåvingeart som beskrevs av Collin 1937. Kustmidjeblomfluga ingår i släktet midjeblomflugor, och familjen blomflugor. Arten har ej påträffats i Sverige. Inga underarter finns listade i Catalogue of Life.